# 麥克·卡特
麥克·卡特（英語：Mike Catt；1971年9月17日—）是一位英格蘭已經退役的橄欖球運動員。從2008年開始，他開始擔任橄欖球教練。他曾任英格蘭國家橄欖球隊的助理教練。